# 다이쇼 12년도 함정 보충 계획
다이쇼 12년도 함정 보충 계획(일본어: 大正12年度艦艇補充計画)은 일본 제국 해군의 군비 계획으로, 워싱턴 군축 조약 체결로 비롯된 보조 함정 건조 계획이다. 1923년 (다이쇼 12년)도부터 시작하는 6개년 계획으로 총 71척이 건조되었다. 주 건조 군함은 묘코급 중순양함, 후부키 (후부키급 구축함) 등이며, 미완성함이었던 아카기, 가가를 항공모함으로 개장하였다.

## 개요
1922년 2월 6일 워싱턴 군축 조약 체결로 일본 제국 해군은 건함 계획을 대대적으로 수정해야 했다. 조약으로 인해 건조 중이었던 주력함은 전부 건조 중지하였고 아직 기공하지 않은 함도 모두 계획 중지하였다.
보조 함정 건조도 계획을 축소했다. 88함대안 (84함대안, 86함대안을 포함)의 함정 중 1922년도까지 이미 착수한 함선은 그대로 계속 건조하였으나, 1923년 이후 착수 예정이었던 함선은 계획을 수정하여 미착수 110여 척에서 77척 (실제 건조한 함선은 71척)으로 줄이게 되었다. 2등 구축함 (15척에서 0척), 잠수함 (59척에서 28척으로 감소, 특히 소형인 2등, 3등 잠수함)의 감소가 컸다.

## 예산
일부 군함은 88함대안에 이어서 '군함 보충비'로 충당했다. '군함 보충비'로의 함정 건조는 이 계획이 마지막이 되었고 대신 '보조 함정 건조비' 항목이 새로 신설되어 '군함 보충비'를 대체하면서 신규 예산을 얻게 되었다.
군함 제조비 : 약 1억 2300만 엔, 보조 함정 건조비 : 약 3억 6800만 엔을 제 46제국회의에서 성립하여 실시되었다.

### 군함 제조비
1923년 (다이쇼 12년)도부터 1925년 (다이쇼 14년)도까지 3개년 계획이다. (관동 대지진으로 인해 이후 1년 연장된다.)
- 다이쇼 12년도 이후 기정액 : 667,531,932엔
- 주력함 건조 취소로 인한 감액 : - 355,908,156엔
- 보조 함정 건조비로 대체 : - 188,177,159엔
- 공제 잔액 : 123,446,617엔

### 보조 함정 건조비
1923년도부터 1927년도까지 5개년 계획이다. (관동 대지진으로 인해 이후 1년 연장된다.)
- 군함 제조비에서 대체 : 188,177,159엔
- 신규 추가 : 180,692,733엔
- 합계 : 368,869,892엔

## 건조한 함정
함명 뒤의 *는 군함건조비에 의한 건조를 나타내며, 표시가 없는 함은 보조 함정 건조비에 의한 건조를 나타낸다. 예상 성립 후의 변경은 →로 나타냈다.

### 미완성 함선 개장
- 항공모함 : 2척 (26,900t급)

- 아카기*, 가가*

88함대안에서 2척을 새로 건조할 예정이 있었으나 중지되고 대신 미완성 순양전함인 아카기, 아마기를 개장하게 되었다. 이후 아마기는 관동 대지진으로 손상을 입어 해체하였고 대신 미완성이었던 전함 가가를 항공모함으로 개장하게 되었다.

### 신규 건조
- 순양함 : 8척

88함대안에서 8,000t급 대형 순양함 4척, 5,500t급 중형 순양함 5척 총 9척이 미기공 상태였으나 7,100t급 (후루타카급) 2척으로 변경되었다. 또한 새로 7,100t급 (아오바급) 2척, 10,000t급 (묘코급) 4척이 추가되어 총 8척을 건조하였다.
- 후루타카급 : 2척 (7,100t급)

후루타카*, 가코*
- 아오바급 : 2척 (7,100t급)

아오바, 기누가사
- 묘코급 : 4척 (10,000t급)

묘코, 나치, 하구로, 아시가라
- 구축함 : 24척 (1,400t급) → 21척

88함대안에서 미기공 상태였던 2등 구축함 15척은 계획 중지, 1등 구축함 22척은 1,400t급 24척으로 계획 변경되었다. 이후 그 중 5척을 1,700t급인 후부키급 (특형)으로 변경하였고 함형 증대를 위해 군함수가 감소해 21척을 준공하게 되었다.
- 가미카제급 : 4척 (1,400t급)

제 11 (오이테)*, 제 13 (하야테)*, 제 15 (아사나기)*, 제 17 (유나기)
- 무쓰키급 : 12척 (1,400t급)

제 19 (무쓰키), 제 21 (기사라기), 제 23 (야요이), 제 25 (우즈키), 제 27 (사쓰키), 제 28호 (미나즈키), 제 29 (후미즈키), 제 30호 (나가쓰키), 제 31호 (기쿠즈키), 제 32호 (미카즈키), 제 33호 (모치즈키), 제 34호 (유즈키)
- 후부키급 : 5척 (1,700t급)

제 35호 (후부키), 제 36호 (시라유키), 제 37호 (하쓰유키), 제 38호 (미유키), 제 39호 (무라쿠모)
- 잠수함 : 28척

해중급(海中型) 13척을 포함한 59척을 건조 취소 혹은 계획 변경하여 대신 이하 28척을 건조하였다.
- 순잠1급 : 4척 (1,970t급)

제 74 (이1), 제 75 (이2), 제 76 (이3), 이4
- 기뢰잠급 : 6척 → 4척 (1,000t급)

제 48 (이21), 제 49 (이22), 제 50 (이23), 이24
- 대형 : 13척 → 12척 (1,500t급)

- 해대3급a : 제 64 (이53), 제 77 (이54), 제 78 (이55), 이58
- 해대3급b : 이56, 이57, 이59, 이60, 이63
- 해대4급 : 이61, 이62, 이64

- L4급 : 5척 → 8척 (998t급)

제 72 (로61), 제 73 (로62), 제 84 (로63), 로64, 로65, 로66, 로67, 제 83 (로68)
- 수뢰모함 : 1척

- 진게이급 : 조게이

동형함 진게이는 1922년 기공 완료하였다. 두 함선 모두 준공 후 잠수모함으로 함종 변경되었다.
- 기설함 : 1척 (3,000t급, 실제로는 약 2,000t급)

- 이쓰쿠시마

- 급설망함(netlayer) : 1척 (5,000t급, 실제로는 약 1,400t급)

- 시라타카 : 준공 전인 1929년 3월 기설함으로 함종 변경되었다.

- 포획망함(Capture netlayer) : 3척 → 2척 (500t급)

- 쓰바메급 : 준공 전인 1929년 3월 기설함으로 함종 변경되었다.

쓰바메, 가모메
- 소해정 : 3척 (700t급)

- 제 1호급 : 제 4호, 제 5호, 제 6호

- 운송(급유)함 : 3척

- 온도급

온도, 하야토모, 나루토
- 운송(급량)함 : 1척

- 마미야

- 기준망정 : 2척 → 0 (500t급)

건조되지 않았다.

## 주력함 개장
1923년도부터 8개년 계획으로 나가토, 무쓰를 제외한 주력함 8척의 개장 예산이 제 46제국회의에서 성립했다. 이는 제 1차 세계 대전의 전훈을 바탕으로 수평 방어 강화가 필요했기 때문이다.

## 참고 문헌
- 防衛庁防衛研修所戦史室『戦史叢書 海軍軍戦備<1> 昭和十六年十一月まで』朝雲新聞社、1969年